# Der bittere Weg
Der Reisebericht Der bittere Weg von Ella Maillart erschien 1947 in englischer Sprache unter dem Titel The cruel way. Die deutsche Übersetzung wurde 1948 unter dem Titel Auf abenteuerlicher Fahrt durch Iran und Afghanistan veröffentlicht. Das in zahlreiche weitere Sprachen übersetzte Buch beschreibt die sechsmonatige gemeinsame Autoreise der Schweizerinnen Ella Maillart und Annemarie Schwarzenbach im Jahr 1939 von der Schweiz über die Türkei und Iran bis Afghanistan. Der Bericht ist als doppelte Reise angelegt. Neben der äußeren Reise behandelt er die innere Reise, die sich um Schwarzenbachs Morphiumsucht und Maillarts Selbstfindung dreht. Obwohl beim Erscheinen zunächst erfolgreich, wurde das Buch über mehrere Jahrzehnte wenig beachtet, bevor es Mitte der 1980er Jahre im Zuge der Wiederentdeckung Schwarzenbachs zu einem Bestseller wurde. Das Buch gilt als Klassiker der Reiseberichte mit ethnographischem Anspruch im 20. Jahrhundert.

## Inhalt

Reiseroute von Ella Maillart und Annemarie Schwarzenbach nach Afghanistan 1939

Der bittere Weg beschreibt in dreißig Kapiteln die sechsmonatige gemeinsame Autoreise von Ella Maillart und „Christina“ von der Schweiz bis Afghanistan kurz vor Beginn des Zweiten Weltkriegs. Die Reise beginnt am 6. Juni 1939 in Genf und führt die beiden Frauen über 7782 Kilometer über Italien, Jugoslawien, Sofia, Istanbul und Teheran nach Kabul. Christina (ein Pseudonym für die Fotografin und Schriftstellerin Annemarie Schwarzenbach) ist drogensüchtig und psychisch labil. Der Reisebericht wechselt zwischen der Beschreibung von Begegnungen mit Menschen und Orten und Überlegungen über die gequälte Christina und Maillarts (Un-)Fähigkeit, ihr zu helfen. So ist Maillarts Buch eine „tiefgründige Seelenanalyse der sie faszinierenden und beunruhigenden Gefährtin“.

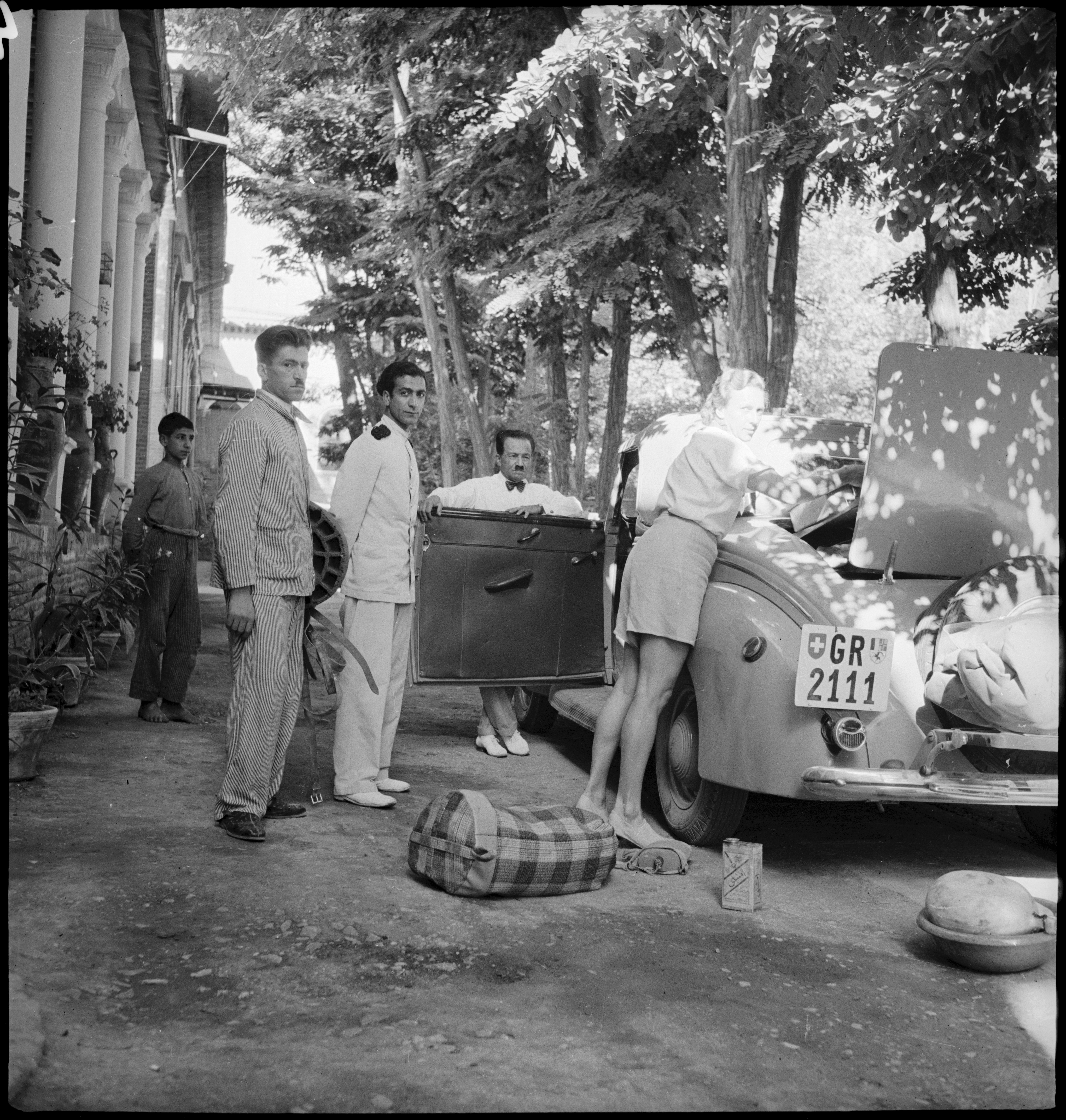
Ella Maillart im Iran, Foto: Annemarie Schwarzenbach

Maillarts Reisebericht behandelt viele Aspekte Afghanistans: das politische Umfeld, die Geschichte, die Religion, bedeutende historische Persönlichkeiten, den Sufismus, die Kultur, Dichter wie Rumi, Dschāmi und Khaje Abdullah Ansari, die Architektur, die Modernisierung, die Industrialisierung, die Nomaden und die kolonialen Ambitionen Russlands in Afghanistan. Darüber hinaus werden heilige Stätten, Heiligtümer, Pilger, Volksglauben, Basare, Frauen, Bildung und die Spannung zwischen der traditionellen Lebensweise und der aufkommenden modernen Welt beschrieben. Maillart zitiert ausführlich aus afghanischen historischen, literarischen und religiösen Quellen sowie aus englischsprachiger Afghanistan-Literatur.
Das Buch ist Christina gewidmet. Dem Text sind Zitate der Heiligen Theresia von Jesu, Henry David Thoreaus und George William Russells als Mottos vorangestellt. Das Buch enthält 73 Fotos, welche die Autorin aufgenommen hatte; ein Teil davon entstand schon auf ihrer früheren, 1937 unternommenen Afghanistan-Reise. Dazu gibt es zwei Karten, welche die Reiseroute von Istanbul nach Kabul und innerhalb Afghanistans darstellen, sowie einen Index.
Die Karten verzeichnen ab der Türkei die folgenden Reisestationen: Istanbul – Sinope – Samsun – Kerasun – Trapezunt – Erserum – Bajazet – Grenzübergang nach Iran – Maku – Choi – Täbris – Sultanieh – Kaswin – Teheran – Babol – Gurgan (mit Gonbad-e Qabus) – Schahrud – Meschhed – Turbet-i-Scheich-Dschamil – Karez – Grenzübergang nach Afghanistan – Herat – Karokh – Kala-Nau – Bala-Murghab – Maimeneh – Daolatabad – Andchoi – Schirbichan – Akcha – Balch – Mazar-i-Scherif – Taschkurgan – Haibak – Pol-i-Khumri – Garbend – Charikar – Kabul – Dschalalabad – Peschawar.

## Entstehungsgeschichte

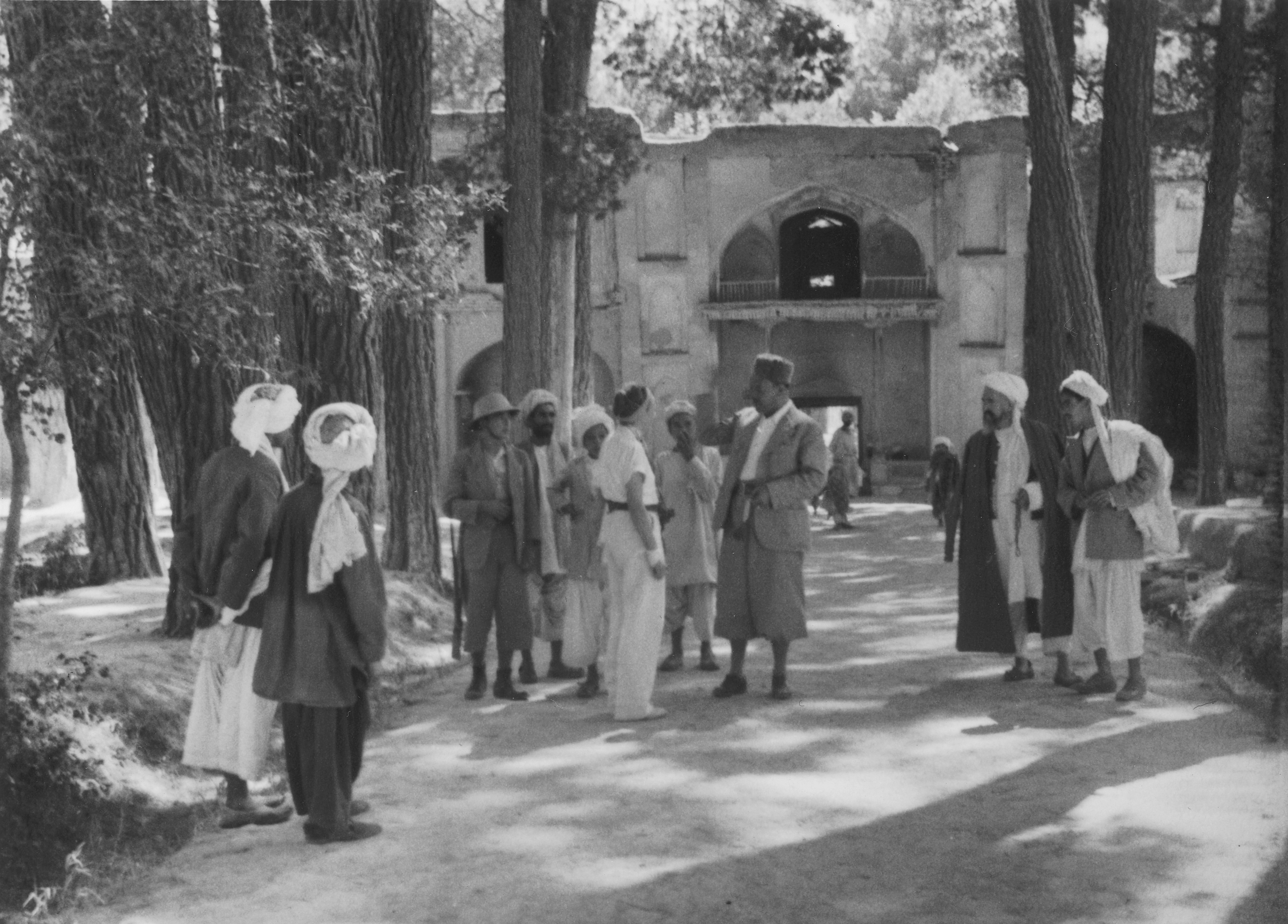
Ella Maillart umgeben von einer Gruppe Männer, im Hintergrund der Eingang zum Karokh-Schrein in Afghanistan; Foto: Annemarie Schwarzenbach

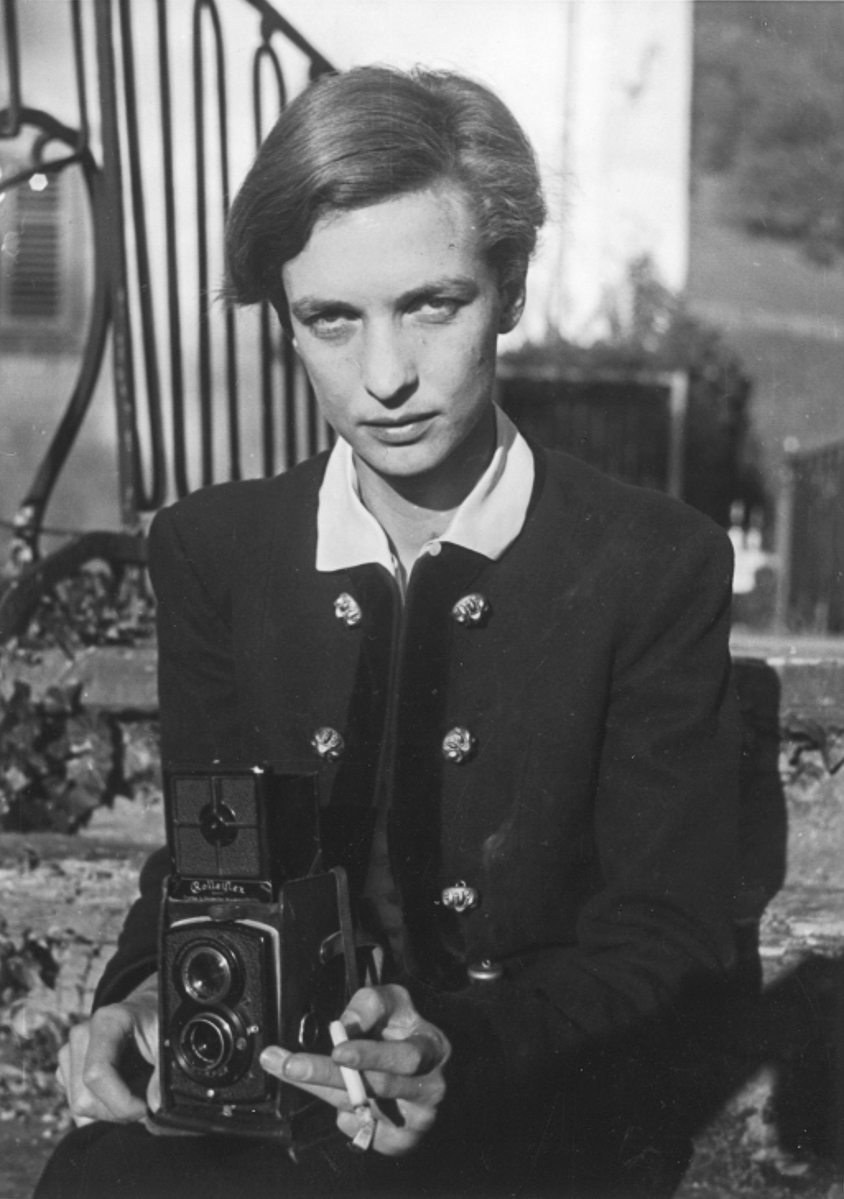
Annemarie Schwarzenbach mit ihrer Kamera 1938, Foto: Anita Forrer, Malans, 1938

Ella Maillart verwendete im gesamten Buch auf Verlangen von Schwarzenbachs Mutter, Renée Schwarzenbach, das Pseudonym „Christina“ für Annemarie Schwarzenbach. Die beiden Frauen lernten sich im September 1938 durch gemeinsame Freunde kennen. Maillart hatte zu diesem Zeitpunkt schon mehrere Reisen nach Asien unternommen. 1932 hatte sie ihren ersten Bericht über eine Reise durch Russland veröffentlicht. 1934 war sie im Auftrag einer französischen Zeitung durch die von Japan besetzte Mandschurei gereist. Im Jahr darauf hatte sie zusammen mit dem Times-Korrespondenten Peter Fleming eine achtmonatige Reise von Peking aus durch China entlang der alten Seidenstraße nach Kaschmir unternommen. Sie war auch schon mit dem Autobus durch Afghanistan gefahren.
Annemarie Schwarzenbach, die ihr androgynes Äußeres betonte und in der Regel Männerkleidung trug, hatte ebenfalls schon etliche Reisen unternommen, darunter nach Spanien, in die USA und nach Persien. Viele ihrer Reportagen waren in angesehenen europäischen Zeitungen und Zeitschriften erschienen. Kurz nach der ersten Begegnung las Schwarzenbach Maillarts neuestes Reisebuch, Verbotene Reise, über die gemeinsame China-Reise mit Fleming. Sie veröffentlichte darüber eine wohlwollende Rezension in der Monatszeitschrift Annabelle. Schwarzenbach kämpfte zu diesem Zeitpunkt schon seit mehreren Jahren mit ihrer Drogensucht. Im Winter 1938/39 unterzog sie sich einer viermonatigen Entziehungskur in Yverdon. Dort besuchte Maillart sie im Dezember 1938, wo Schwarzenbach ihr ihren Kampf mit der Morphiumsucht und den betreuenden Ärzten schilderte. Die beiden Frauen entdeckten, dass sie beide „sich nichts sehnlicher wünschen, als den Sinn des Lebens zu finden, und daß sie bereit sind, dafür jedes Risiko einzugehen“.
Bei einem ihrer späteren Besuche erwähnte Schwarzenbach das neue Auto, das sie demnächst von ihrem Vater geschenkt bekommen würde. Wie im Bericht der gemeinsamen Reise geschildert, löste dies bei Maillart die spontane Idee zur Reise nach Afghanistan bis nach Kafiristan aus. Die beiden Frauen planten, ihre Expedition durch Reiseberichte und Fotografien zu finanzieren. Ihre Motivation für die Reise war vielschichtig. Maillart wollte einerseits der in Europa herrschenden Ratlosigkeit entkommen und Selbstbeherrschung gewinnen, andererseits ihre Freundin vor den Drogen retten. Außerdem plante Maillart, ein Jahr in einem Dorf in Kafiristan mit ethnologischen Studien zu verbringen, um so als Ethnologin anerkannt zu werden. Ihrer Meinung nach hatte das Land seine Ursprünglichkeit noch weitgehend bewahrt, so dass die Grundprinzipien menschlichen Zusammenlebens erkannt werden könnten.
Schwarzenbach entschied sich beim Wagen für einen Ford Modell 18 in Roadster-Ausführung. Das Fahrzeug wurde mit einer Spezialausstattung für Berge und Wüsten ausgerüstet. Im Juni 1939 stellten die Frauen in Genf die Ausrüstung für die Reise zusammen. Dazu gehörten auch Schreibmaschinen und ein Koffer mit Filmen für fünf Kameras, die sie bei der Reise mitnahmen. Am 6. Juni 1939 brachen die beiden Frauen von Genf aus auf. Vor der Abfahrt hatten sie eine Arbeitsteilung vereinbart. Der Wagen war Schwarzenbachs Domäne, weshalb sie auch den größten Teil der Strecke am Steuer saß. Sie besorgte auch die Karten und alle notwendigen Papiere und Genehmigungen. Dabei half ihr der Diplomatenpass, den sie dank ihrer Ehe mit dem französischen Diplomaten Claude Clarac besaß. Zudem sollte sie den größten Teil der Fotos machen, die im Anschluss gemeinsam von ihr und Maillart als Illustrierung ihrer Reportagen verwendet werden sollten. Dazu kam es später allerdings nicht, weshalb Der bittere Weg nur Fotos von Maillart enthält. Maillarts Aufgabe waren die Aufnahmen mit der Filmkamera.

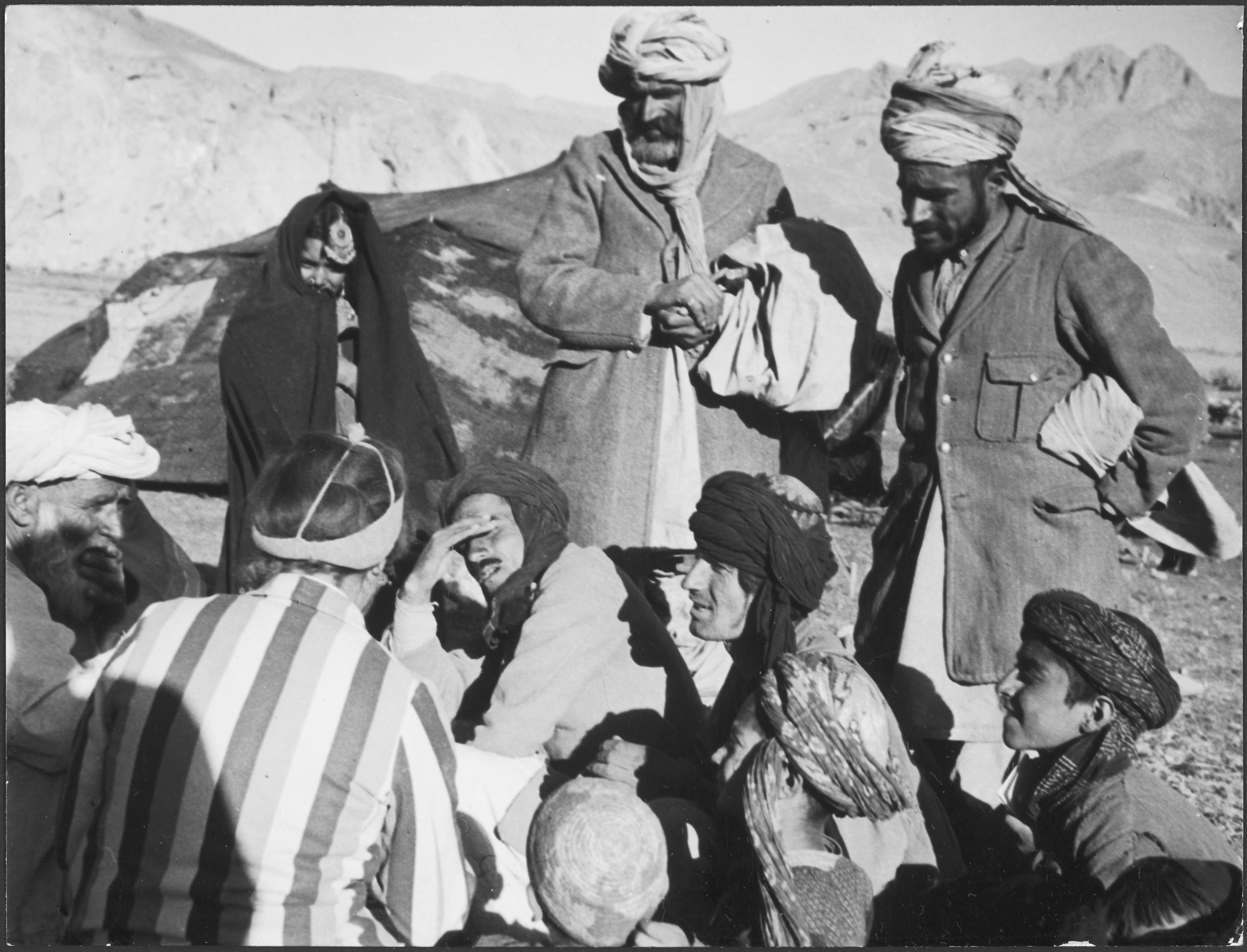
Ella Maillart im Gespräch mit Männern und Kindern in Bamian, Afghanistan; Foto: Annemarie Schwarzenbach

Die beiden Schweizerinnen harmonierten nicht während der Reise. Technische und persönliche Schwierigkeiten überlagerten sich. Brigitta Kaufmann fasste es so zusammen: „Ella Maillarts lebensbejahende Art rieb sich an Schwarzenbachs ‚Lass mich leiden!‘“. Allerdings wies Jessa Crispin 2013 darauf hin, dass die Leistungen und der Pragmatismus Maillarts nur verdeckten, dass sie von der gleichen Sehnsucht, dem gleichen Bewusstsein einer Leere im Zentrum ihres Lebens geplagt war wie ihre Reisegefährtin. Für die Fahrt von Herat nach Kabul entschieden sich Maillart und Schwarzenbach für die eben erst eröffnete, auf weiten Strecken aber noch unvollendete Nordroute über Mazar-i-Scharif. Die neue Straße war mit Ausnahme weniger Lastwagen noch kaum befahren. Ende August 1939 erreichten sie Kabul. Schwarzenbach war bereits in Sofia rückfällig geworden, hatte sich Drogen besorgt und genommen, was Maillart direkt gemerkt hatte. Als es trotz ihrer „verständnisvoll-distanzierten Strenge“ zu einem weiteren Rückfall kam, hatte sie beschlossen, sich in Kabul von Schwarzenbach zu trennen.
Die beiden Frauen hielten sich in Kabul auf, als am 1. September 1939 der Zweite Weltkrieg begann. Danach ertrug Schwarzenbach es nur noch schwer, „am Ende der Welt zur Untätigkeit gezwungen zu sein“. Wegen des Kriegs konnte Maillart als Ausländerin keine Genehmigung für einen Aufenthalt in Kafiristan erhalten. Deswegen reiste sie allein nach Indien weiter. Schwarzenbach dagegen zog von Kabul aus zu dem Archäologenpaar Ria und Joseph Hackin, das sich bei einer Ausgrabung in Afghanisch-Turkestan an der Grenze zur Sowjetunion aufhielt. Dort unterzog sie sich einem kalten Entzug. Zum Jahreswechsel 1939/40 fuhr Schwarzenbach mit dem Ford allein über den Khyber-Pass nach Indien, wo sie im zentral-indischen Mandu ein letztes Mal Maillart traf. Anfang Januar 1940 fuhr sie ab Bombay mit dem Schiff nach Genua zurück, wobei sie das Auto mitnahm. Brieflich blieben die Frauen bis zum Tod Schwarzenbachs 1942 in freundschaftlichem Kontakt.
Annemarie Schwarzenbach konnte mehr als fünfzig Feuilleton-Artikel, Aufsätze und Fotoreportagen über die gemeinsame Reise veröffentlichen, die in Teilen in zwei Editionen 2000 und 2010 herausgegeben wurden. Maillart dagegen wertete die Reise erst deutlich später publizistisch aus. Laut Roger Perret lag das auch an Schwarzenbachs frühem Tod, weshalb sie deren Dokumente, die für ihren Bericht wichtig waren, erst mit großer Verspätung erhielt. Sie verbrachte die Zeit des Zweiten Weltkriegs im Süden von Madras. Von dort aus unternahm sie kurze Reisen nach Tibet und Nepal. Aus den Filmaufnahmen, die sie während der Afghanistan-Reise gemacht hatte, machte sie den Dokumentarfilm Nomades afghanes. In den Jahren 1943 bis 1945 schrieb sie in Indien The cruel way in englischer Sprache und ließ sich dabei von Robert Byrons kurz vorher erschienenem Reisebericht The Road to Oxiana (1937) inspirieren.
Als Renée Schwarzenbach von der anstehenden Veröffentlichung erfuhr, verlangte sie von Maillart, dass der Familie der Bericht zur Prüfung vorgelegt werde. Daraufhin forderte sie von Maillart mehrere „Richtigstellungen“ ein. Insbesondere musste sie alle Passagen streichen, welche die schwierige Beziehung Annemarie Schwarzenbachs zu ihrer Mutter andeuteten. Außerdem verlangte die Familie, dass im Buch für Annemarie Schwarzenbach das Pseudonym Christina verwendet wurde und statt ihres echten Wohnorts (Sils) Silvaplana angegeben wurde.
Das Reisebuch erschien erstmals 1947 im Verlag Heinemann in London unter dem Titel The cruel way, was auf das angespannte Verhältnis zu Schwarzenbach anspielen soll. Fast 50 Jahre später bezeichnete Maillart den Titel als „viel zu dramatisch“. Die Autorin übersetzte den Reisebericht 1947 bis 1948 selbst ins Französische und veröffentlichte ihn 1952 im Verlag Jeheber in Genf als La voie cruelle. Die deutsche Erstausgabe erfolgte schon 1948 unter dem Titel Auf abenteuerlicher Fahrt durch Iran und Afghanistan (übersetzt von Carl Bach). In den folgenden Jahren erschien das Buch noch in etlichen weiteren Sprachen, darunter Spanisch, Schwedisch und Niederländisch.

## Wirkungsgeschichte

### Wiederentdeckung ab den 1980er Jahren
Trotz des großen Erfolgs von The cruel way wurde das Buch mehrere Jahrzehnte lang nicht erneut aufgelegt. Der Reisebericht wie auch Ella Maillart wurden wenig beachtet. Generell wurden Maillarts Reisebücher lange Zeit literaturwissenschaftlich kaum aufgearbeitet. Die amerikanische Literaturwissenschaftlerin Sara Steinert Borella führte dies auf drei Faktoren zurück: weil sie Schweizerin war, weil es sich um Reiseberichte handelte und weil sie eine Frau war.
Die Wiederentdeckung des Werks begann 1986 mit der Neuausgabe bei Virago Press in London. Mary Russell schrieb in der Einführung dazu:

„Once you embark upon The Cruel Way you will find there is no going back – you travel at Maillart’s speed and at her bidding. The sand will burn your feet and the whistling wind will sting your face. Ahead of you disappearing into time, you will catch a glimpse of the shadowy caravans of Genghis Khan, Marco Polo and Ibn Batuta for you follow in their footsteps – never ceasing in her efforts to awaken in Christina a perception of Now, the Eternal Present.“

„Wenn Sie sich einmal auf den Bitteren Weg begeben haben, werden Sie feststellen, dass es kein Zurück mehr gibt – Sie reisen in Maillarts Tempo und auf ihr Geheiß hin. Der Sand wird Ihre Füße verbrennen und der pfeifende Wind wird Ihnen ins Gesicht stechen. Vor Ihnen verschwindet die Zeit, und Sie werden einen Blick auf die schattenhaften Karawanen von Dschingis Khan, Marco Polo und Ibn Batuta erhaschen, denn Sie folgen ihren Spuren – ohne Unterlass bemüht sie sich, in Christina eine Wahrnehmung des Jetzt, der ewigen Gegenwart, zu wecken.“

Die Wiederentdeckung Schwarzenbachs ab 1987 machte diese Neuauflage des Reiseberichts zu einem Bestseller, nachdem in der französischen Neuauflage enthüllt worden war, dass sich hinter „Christina“ Annemarie Schwarzenbach verbarg. Dazu kam, dass Reiseberichte in Mode kamen. In Frankreich widmete Bernard Pivot 1989 eine ganze Ausgabe der Literatursendung Apostrophes Maillart und dem Buch La voie cruelle. Nach der Sendung war Maillart, so ihr Verleger Bertil Galland, eine der berühmtesten Schweizer Personen in Frankreich. Danach entstanden zahlreiche Publikationen, Theaterstücke, Ausstellungen sowie ein Spielfilm über die Reise der beiden Frauen (Die Reise nach Kafiristan (2001)). 2015 erschien der Dokumentarfilm Ella Maillart: Double Journey von Mariann Lewinsky und Antonio Bigini, der viele Farbaufnahmen aus Maillarts Film Nomades afghanes von 1939/40 wiederverwendete. 1988 erschien eine neue deutsche Ausgabe von The Cruel Way, deren neuen Titel Flüchtige Idylle Maillart als lächerlich bezeichnete. Inzwischen gilt das Buch als ein Klassiker der Reiseberichte mit ethnographischem Anspruch im 20. Jahrhundert. 2023 wurde es erstmals in persischer Sprache veröffentlicht.
2022 gab der Verlag Payot in Maillarts Nachlass gefundene Texte aus den Jahren 1937 bis 1969 unter dem Titel Ma philosophie du voyage heraus, die nur zum Teil bereits veröffentlicht worden waren. Der umfangreichste Text darin ist Route à l’est, den Maillart 1939 verfasst hatte und nicht veröffentlichte. Route à l’est soll eine kürzere Fassung von The cruel way sein.
Alexis Schwarzenbach, der eine Biografie über seine Großtante verfasst hat, führte die anhaltende Faszination für die Afghanistanreise von Maillart und Schwarzenbach darauf zurück, dass das Ziel aufgrund der politischen Entwicklung in den letzten Jahrzehnten noch exotischer und abenteuerlicher anmutet als in den 1940er Jahren.

### Kritik
Hella Leißner schrieb über Maillarts Bücher in der Zeit: „Ella Maillart behauptet von sich, sie könne nicht schreiben, doch lesen sich ihre Reiseberichte spannend wie Abenteuerromane. Akribisch notiert sie alles, was sie sieht und erlebt. Sie selbst tritt dabei in den Hintergrund, ihre Gefühle schildert sie nur selten. Einfühlsam, ohne Vorurteile und westliche Arroganz, doch durchaus kritisch schildert sie die Menschen, die ihr begegnen. Ihre Neugier auf alles Unbekannte ist unerschöpflich, ihr Fernweh nicht zu stillen.“
Thierry Clermont charakterisierte im Figaro Maillarts Schreibstil mit: 

„la prose est brute, sans damasquinerie ou volonté de séduire à tout prix le lecteur, sans dramatisation non plus : le verbe n'a jamais primé sur l'action, la découverte. Les phrases sont en général courtes, sans développement, la narration hachée est faite d'instantanés : aussi bien pour les impressions, les descriptifs, les dialogues, les rappels historiques ou politiques. On retrouve dans les pages de cette ancienne sportive de haut niveau, qui écrivait aussi bien en anglais qu'en français, ses prises de risque, une curiosité insatiable, et l'objectif du dépassement de soi. Ajoutons son goût de l'épreuve, celle où l'on peut prendre toute sa mesure.“

„die Prosa ist roh, ohne Maskerade oder den Wunsch, den Leser um jeden Preis zu verführen, und auch ohne Dramatisierung: Das Wort hatte nie Vorrang vor der Tat, der Entdeckung. Die Sätze sind meist kurz, ohne Entwicklung, die zerhackte Erzählung besteht aus Momentaufnahmen: für Eindrücke, Beschreibungen, Dialoge, historische oder politische Erinnerungen. Auf den Seiten dieser ehemaligen Spitzensportlerin, die sowohl auf Englisch als auch auf Französisch schrieb, finden wir ihre Risikobereitschaft, ihre unstillbare Neugier und das Ziel, über sich selbst hinauszuwachsen. Fügen wir noch ihren Geschmack für das Austesten hinzu, bei dem sie ihr volles Potenzial ausschöpfen konnte.“

Die Literaturwissenschaftlerin Kerstin Schlieker konstatierte, dass sich The cruel way signifikant von anderen Texten Maillarts unterscheidet. Während ihr Stil sonst sachlich-deskriptiv sei, sei der Bericht von der Reise nach Afghanistan von Stimmungsäußerungen und Reflexionen durchsetzt, die „zum Teil retrospektiv das Ende der Reise und den späteren Tod Schwarzenbachs vorwegnehmen und den Reiseablauf kommentieren.“ Nicht der Blick auf die Fremde bestimme die Reise und den Bericht, sondern der Zweck, „Christina“ beizustehen, ihre Drogensucht zu überwinden und sich selbst zu finden. Fiona Mozley betonte, dass in The cruel way spürbar sei, dass Maillart aus der Rückschau, mit dem Wissen von Schwarzenbachs Tod im Jahr 1942, schrieb. Ihr Text sei von Gespenstern und Trauerritualen überschattet. Maillart berichtete von häufigen Besuchen von Gräbern, christlichen Stätten verschiedener Konfessionen und islamischen Heiligtümern. Diese Traurigkeit finde sich dagegen nicht in den Texten, die Schwarzenbach über die Reise verfasst hat. Roger Perret wies darauf hin, dass das Buch eindrücklich beschreibe, „wie ihr die vom eigenen und fremden Leid besessene Annemarie Schwarzenbach den Zauber des Reisens vermasselte.“ Maillart habe sich auf der Reise „den inneren Erkundungen, die an keinen Ort und keine Umstände gebunden sind“ zugewendet und „konsequenterweise den Sinn des Reisens selbst in Frage“ gestellt. Im Anschluss habe sie in Indien „sitzend und meditierend“ versucht, „die Weite des Horizontes in sich selbst zu erschaffen, um dadurch zu einem neuen, tieferen Verständnis des Menschseins wie des Mitmenschens zu gelangen.“
Sara Steinert Borella beschrieb The cruel way als literarischen Wendepunkt für die Autorin. Deren Blickwinkel richtete sich nun, anders als in ihren früheren Werken, nicht länger auf die äußere Reise, sondern auf die innere. Die beschriebene Reise stelle wörtlich und metaphorisch eine Reise des Wandels und Übergangs dar. Maureen Mulligan konstatierte, dass Maillart eine der ersten Reiseschriftstellerinnen war, die diesen Blickwinkel in ihren Berichten einnahmen. Neu sei damals gewesen, dass Maillart sich im Osten selbst finden wollte.

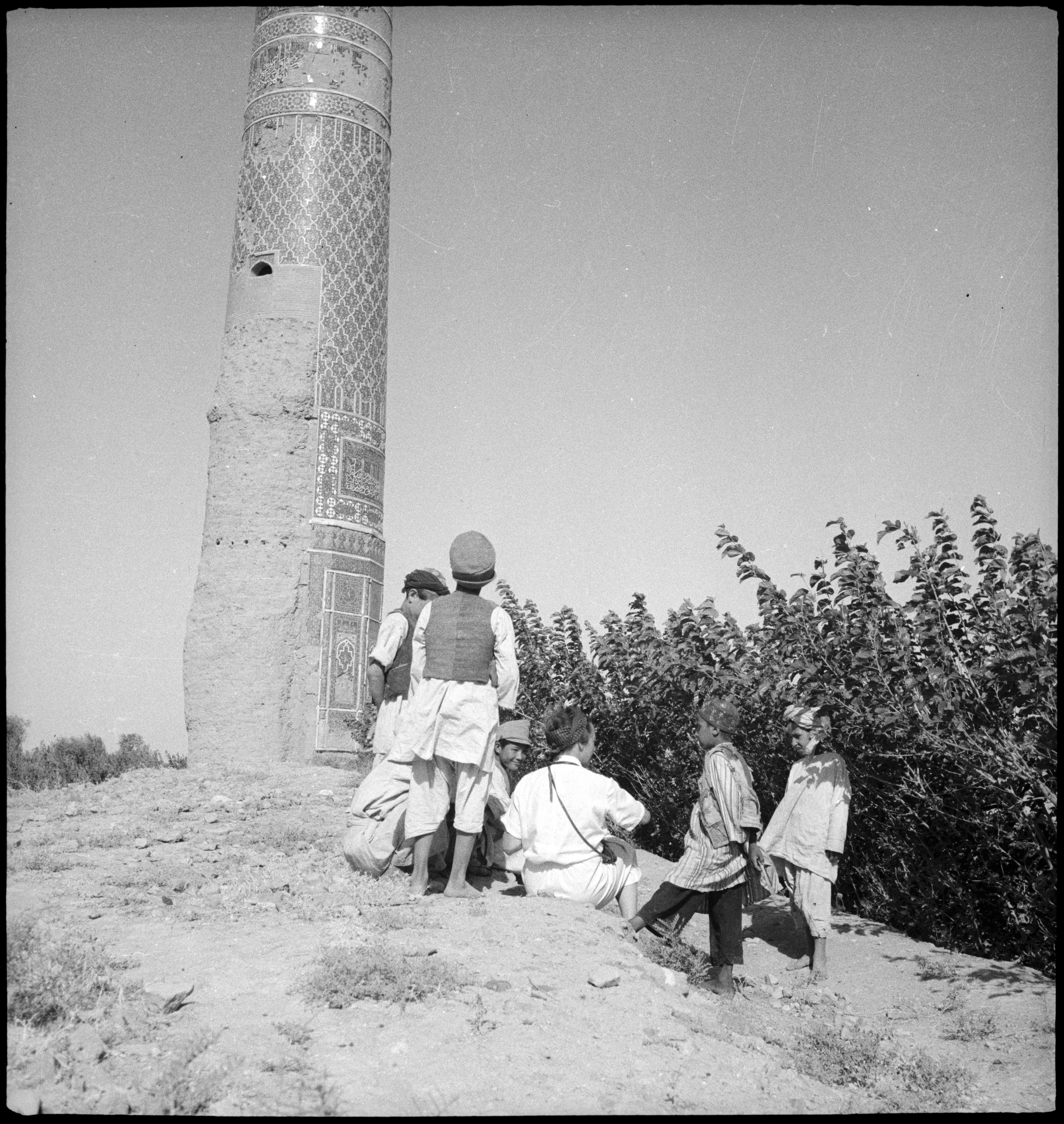
Ella Maillart mit Kindern vor einem Minarett im Musalla-Komplex in Herat, Afghanistan, Foto: Annemarie Schwarzenbach

Die Kritik hat unterschiedlich bewertet, wie Maillarts Blick auf die bereisten Länder und deren Darstellung einzuordnen ist. Mulligan befand, dass Maillart das Konzept westlicher Überlegenheit nicht teilte. Sie wollte von den Menschen lernen, deren Land sie bereiste. Schliekers Einschätzung war dagegen, dass Maillart wie schon in ihren früheren Reiseberichten „Morgenländer“ und „Abendländer“ zugunsten der Orientalen einander gegenübergestellt habe. Ihre Vergleiche seien aber eher oberflächlich gewesen. Maillart sei es um die Beschwörung des „unverdorbenen“ Orientalen gegangen, der für sie ein positives Gegenbild des Europäers darstellte. Negative Aspekte wie religiöser Fanatismus und die Unterdrückung des weiblichen Geschlechts würden ausgeblendet. Wenn Maillart den Orient kritisierte, dann hätten sich die Kritikpunkte in der Regel auf Momente der Entwicklung nach europäischem Vorbild bezogen, wie die fortschreitende Industrialisierung oder die Verdrängung des Nomandentums. So bedauerte Maillart im Laufe der Reise, dass Afghanistan seinen Reiz der Ursprünglichkeit bereits verloren habe.

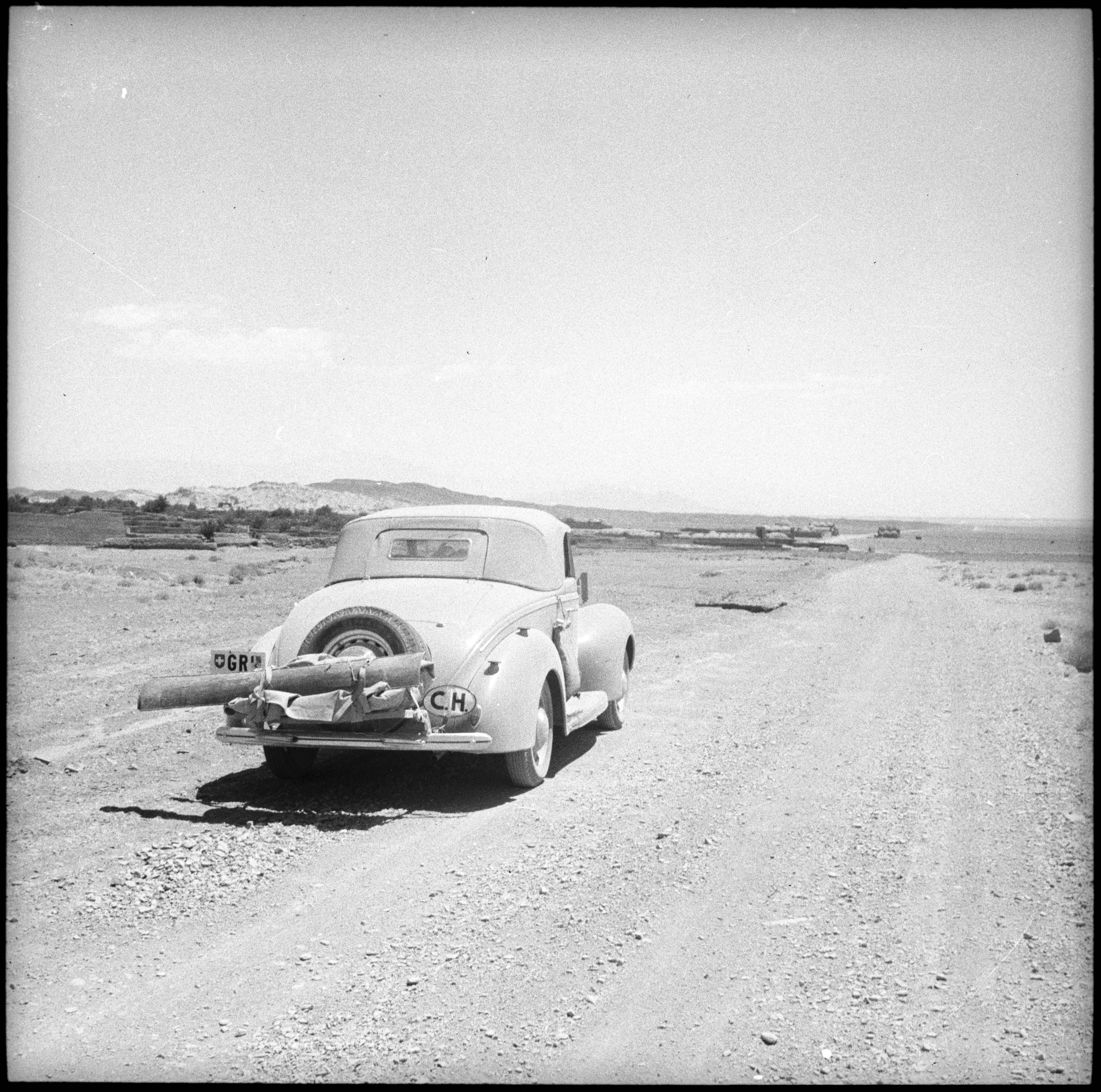
Ford auf Straße im Iran, Reise von Maillart und Schwarzenbach nach Afghanistan 1939, Foto: Annemarie Schwarzenbach

William Maley kritisierte, dass in Maillarts Bericht vor allem Orte wie Gräber, Schreine und archäologische Stätten beschrieben würden, wenn es um Afghanistan gehe. Ihre Darstellung Afghanistans sei stereotyp, was er darauf zurückführte, dass die Beziehung zwischen den beiden Frauen das eigentliche Zentrum des Buches sei. Ahmad Gholi befand dagegen, dass Maillart in Bitterer Weg die binäre Unterscheidung zwischen West und Ost überwinde. Dies zeige sich in ihrer fruchtbaren Auseinandersetzung mit der Esskultur Afghanistans, in der positiven Bewertung der Verwendung von Henna durch ihre muslimischen Mitreisenden und darin, wie sie das Bild der Gewalt, das Afghanistan seit dem Ersten Anglo-Afghanischen Krieg im neunzehnten Jahrhundert anhaftete, entlarvte. In diesen drei Aspekten vergleiche sich ihr Buch positiv mit den Reiseberichten V. S. Naipauls, Hermann Vámbérys und Eric Newbys.
Brigitta Kaufmann vermerkte, dass trotz ihrer ursprünglichen Intention, auch afghanische Frauen kennenzulernen, die beiden Schweizerinnen nur eine solche Begegnung erreichen konnten. Alle anderen Frauen beschrieb Maillart als „vermummte“ Gestalten in Tschador, die wie „gackernde Hühner“ zur Seite sprangen, wenn sie von Autos erschreckt wurden. Kaufmann erstaunte es, wie wenig Maillart in ihrem Bericht auf die Situation der Frauen einging. Stellenweise ziehe sie sogar die Rolle der orientalischen Frauen ins Lächerliche und behandle sie mit einer gewissen Herablassung. Kaufmann erklärte sich das mit Maillarts Grundsatz, sich nie wieder politisch zu äußern, wozu für sie auch Frauenpolitik gehörte. Auch Roger Perret hob hervor, dass Maillart von „einer fast naiven Bewunderung der Männerwelt Afghanistans erfüllt ist, dabei aber die Rolle der Frau in diesem Land wenig reflektiert“.
Während der Reise und im Reisebericht drehte sich für die beiden Reisenden viel um das Fahrzeug, mit dem sie sich vorwärtsbewegten, wie Kaufmann zudem festhielt. Es hat einen zentralen Platz in ihren Reisebeschreibungen, Briefen und auch auf den Fotos. Maillart bezeichnete das Fahrzeug später als „die Heldin der Reise“. Der Ford machte ihnen aber immer wieder Schwierigkeiten. So lag das Chassis des Wagens viel zu tief, weshalb er auf den schlechten Straßen der Reiseroute immer wieder am Boden schleifte. Doch erlaubte der Ford ihnen auch, ihre Route frei zu wählen. So wurde der Wagen für sie zum Symbol für Selbstbestimmung und Mobilität.

## Ausgaben (Auswahl)

### Englisch
- The cruel way. William Heinemann, London 1947.
- The cruel way. With a new introduction by Mary Russell. Virago, London 1986, ISBN 0-86068-751-1.

### Deutsch
- Auf abenteuerlicher Fahrt durch Iran und Afghanistan. Orell Füssli Verlag, Zürich 1948 (englisch: The cruel way. Übersetzt von Carl Bach).
- Flüchtige Idylle. Zwei Frauen unterwegs in Afghanistan. Mit einem Nachwort über Annemarie Schwarzenbach von Roger Perret. Überarbeitete Auflage. efef-Verlag, Bern 1988 (englisch: The cruel way. Übersetzt von Carl Bach).
- Flüchtige Idylle. Zwei Frauen unterwegs in Afghanistan. Mit einem Nachwort über Annemarie Schwarzenbach von Roger Perret. Heyne, München 1995, ISBN 3-453-08761-5 (englisch: The cruel way. Übersetzt von Carl Bach).
- Der bittere Weg. Mit Annemarie Schwarzenbach unterwegs nach Afghanistan. Mit einem Nachwort von Brigitte Kaufmann. Lenos, Basel 2001, ISBN 978-3-85787-819-0 (englisch: The cruel way. Übersetzt von Carl Bach).

### Französisch
- La voie cruelle. Deux femmes, une Ford vers l’Afghanistan (= Petite Bibliothèque Payot / Voyageurs. Band 51). Payot, Paris 1991, ISBN 2-228-88364-6.

### Niederländisch
- Zo wees dan een Columbus. Met een Ford door de woestijn. Republiek der Letteren, Amsterdam 1950 (englisch: The cruel way. Übersetzt von Walter IJzerdraat).